# Il contrabbandiere (film 1958)
Il contrabbandiere (Thunder Road) è un film del 1958 diretto da Arthur Ripley. Nato da un'idea di Robert Mitchum che ne firma il soggetto, il film fu anche prodotto e interpretato dal famoso attore.

## Produzione

### Musica
Oltre alle musiche di Jack Marshall, nella colonna sonora compaiono due canzoni, ambedue composte da Robert Mitchum, e una danza spagnola di Enrique Granados.
- Ballad of Thunder Road, composta da Robert Mitchum, cantata da Robert Mitchum
- The Whipoorwill, composta da Robert Mitchum e Don Raye, cantata da Keely Smith
- Danza Española nº 5 Andaluza, scritta da Enrique Granados

## Distribuzione
Distribuito dalla United Artists, il film uscì nelle sale cinematografiche USA il 10 maggio 1958 con il titolo originale Thunder Road.